# South Granville, New South Wales
South Granville este o suburbie în Sydney, Australia.